# Eddie Carpenter
Everard Lorne „Eddie“ Carpenter (* 15. Juni 1890 in Hartford, Michigan; † 30. April 1963 in Winnipeg, Manitoba) war ein US-amerikanisch-kanadischer Eishockeyspieler und -trainer, der während seiner aktiven Karriere zwischen 1909 und 1921 unter anderem 45 Spiele für die Quebec Bulldogs und Hamilton Tigers in der National Hockey League auf der Position des Verteidigers bestritten hat.

## Karriere
Carpenter wurde im US-amerikanischen Hartford im Bundesstaat Michigan geboren, zog mit seiner Familie aber alsbald nach Lachute in die kanadische Provinz Québec. Von dort aus siedelte er dann später nach Port Arthur in der Provinz Ontario um. Dort spielte er bis 1912 unter anderem für die Port Arthur Thunder Bays und Port Arthur Lake City. Mit letzteren spielte der Verteidiger im Jahr 1911 gegen die Ottawa Senators erfolglos um den Stanley Cup. Parallel arbeitete er für die Canadian Northern Railway.
Anschließend begab sich Carpenter nach Moncton, wo er als Profi für die Moncton Victorias spielte. Eine weitere Station waren die New Glasgow Black Foxes zwischen 1913 und 1914, ehe er sich zur Saison 1914/15 dem amtierenden Stanley-Cup-Sieger Toronto Blueshirts aus der National Hockey Association anschloss. Von 1915 lief der Abwehrspieler zwei Jahre lang für die Seattle Metropolitans in der Pacific Coast Hockey Association, mit denen er 1917 zum zweiten Mal in seiner Karriere die Stanley-Cup-Finalserie erreichte. Dort schlugen die Metropolitans die Canadiens de Montréal und sicherten sich den Cup.
Daraufhin kehrte Carpenter in seine Wahlheimat Port Arthur zurück und stellte sich in den Dienst der Kanadischen Streitkräfte auf einer dortigen Militärbasis. Für zwei Jahre leistete er im Rahmen des Ersten Weltkriegs seinen Militärdienst ab.
Erst 1919 wandte sich der Defensivakteur wieder dem Eishockey zu. Er unterzeichnete Mitte Dezember einen Vertrag bei den Canadiens de Montréal, die ihn aber nur sechs Tage später im Austausch für George Prodgers zum Ligakonkurrenten Quebec Bulldogs transferierten. Dort bestritt Carpenter eine für ihn überaus erfolgreiche Spielzeit 1919/20 mit zwölf Scorerpunkten in 24 absolvierten Partien. Vor der Saison 1920/21 wurde das Franchise der Quebec Bulldogs nach Hamilton umgesiedelt und in Hamilton Tigers umbenannt. Carpenter blieb dem Team treu und ging in weiteren 21 Spielen für das Team aufs Eis. Nach der Saison wurde er von den Tigers in einem Transfer im Tausch für Cully Wilson an die Toronto St. Patricks abgegeben. Für die St. Pats lief Carpenter aber nie auf, sondern beendete stattdessen seine aktive Karriere.
Carpenter kehrte abermals nach Port Arthur zurück und begann eine erfolgreiche Karriere als Trainer. In den Jahren 1925 und 1926 führte er das Amateurteam der Port Arthur Bearcats zum Gewinn des Allan Cups. Im Jahr 1941 wurde er Alderman im Stadtrat Port Arthurs. Um das Jahr 1943 herum verließ Carpenter die Stadt in Richtung Winnipeg in der Provinz Manitoba, um dort als Ingenieur bei der Canadian National Railways zu arbeiten. Diesen Beruf übte er bis 1953 aus. Carpenter verstarb am 30. April 1963 im Alter von 72 Jahren an den Folgen einer Leberkrebserkrankung.

## Erfolge und Auszeichnungen
- 1917 Stanley-Cup-Gewinn mit den Seattle Metropolitans
- 1925 Allan-Cup-Gewinn mit den Port Arthur Bearcats (als Trainer)
- 1926 Allan-Cup-Gewinn mit den Port Arthur Bearcats (als Trainer)